# Caffè degli Specchi

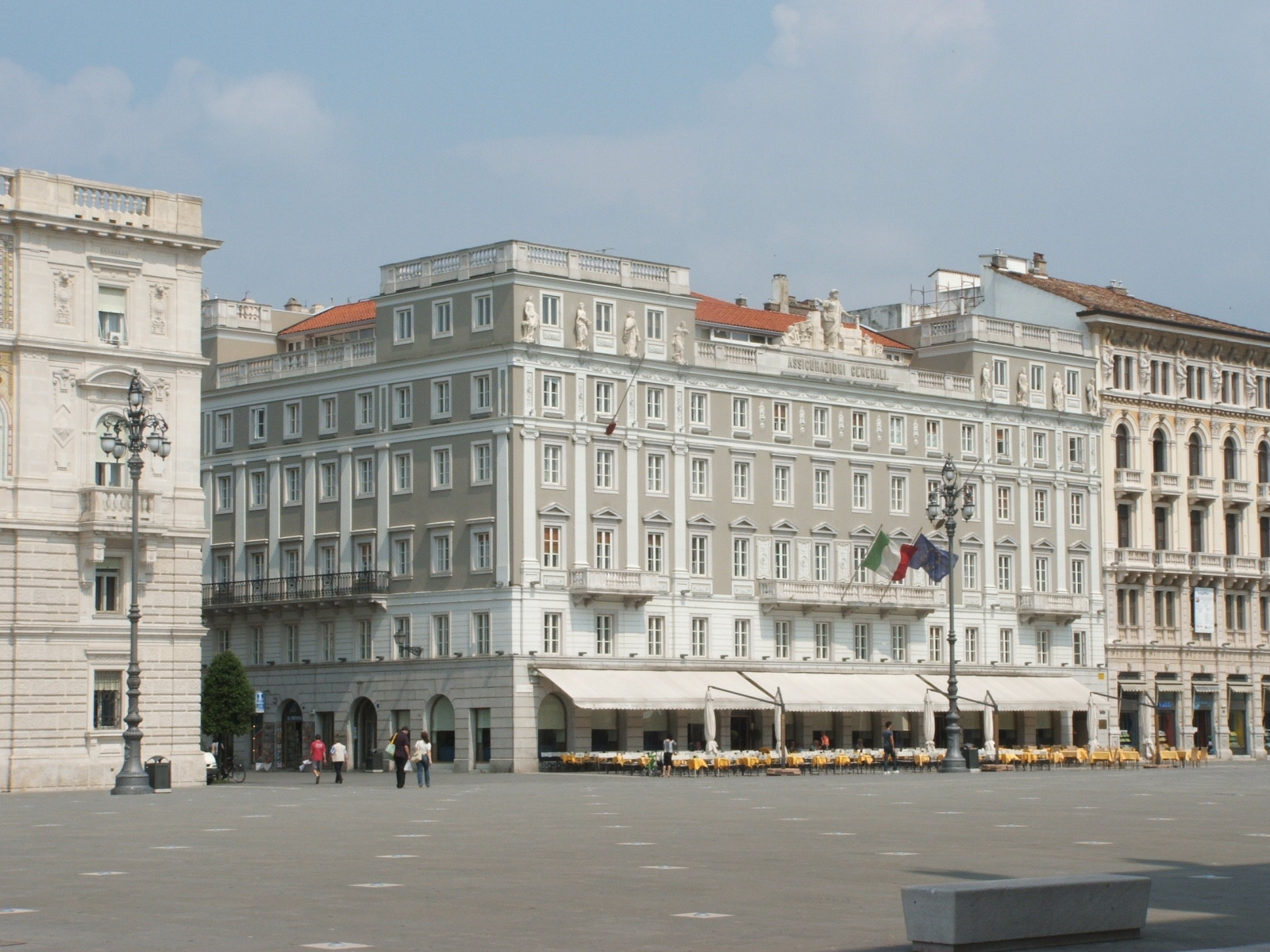
Caffè degli Specchi im Erdgeschoss der Casa Stratti

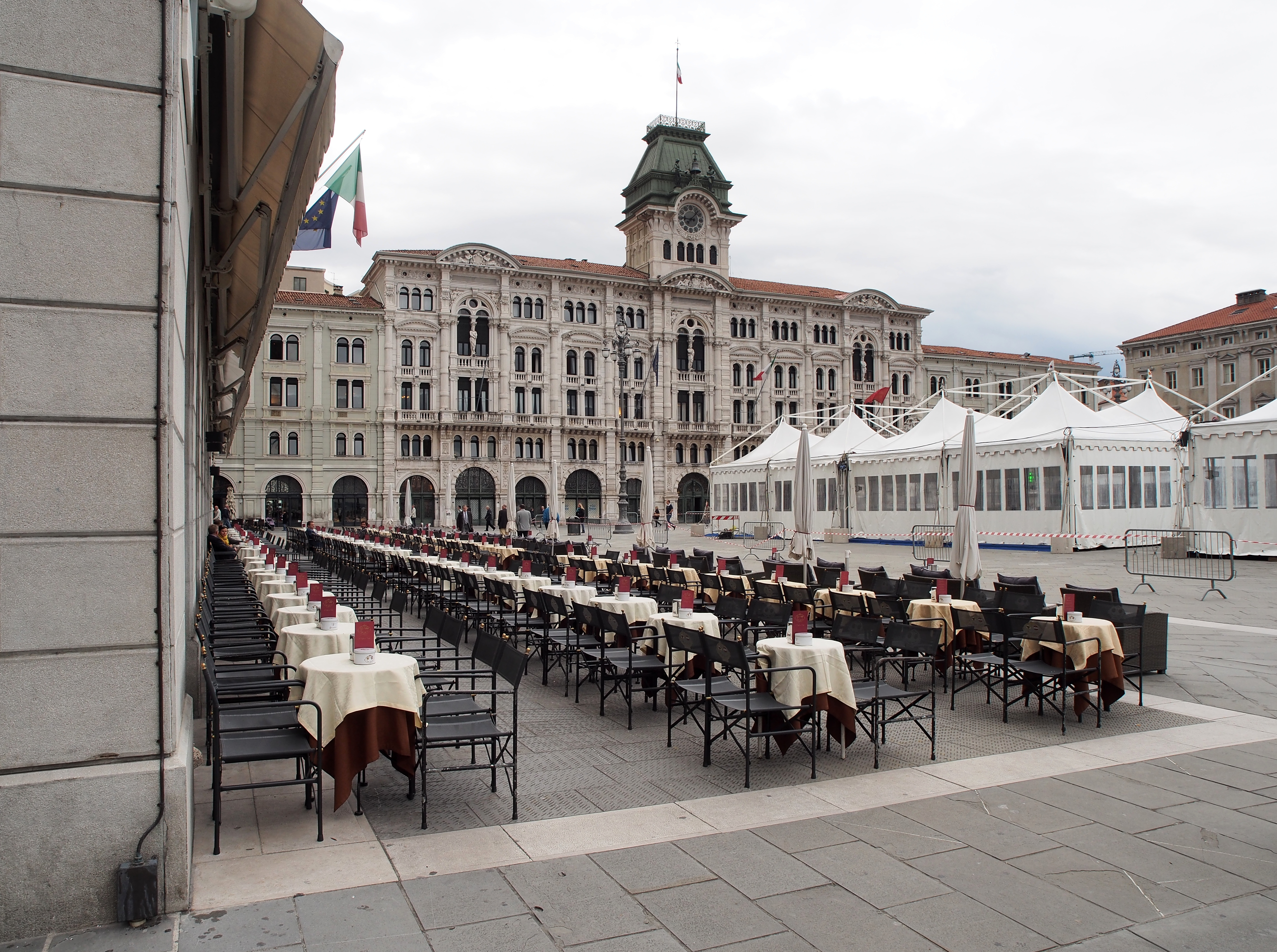
Caffè degli Specchi

Das Caffè degli Specchi (deutsch Café der Spiegel) ist eines der bekanntesten Kaffeehäuser in der norditalienischen Hafenstadt Triest. Das 1839 eröffnete Café wird noch heute nach dem Vorbild der Wiener Kaffeehaustradition geführt. Das Café befindet sich im Erdgeschoss der Casa Stratti direkt am Hauptplatz Piazza dell’Unità d’Italia.

## Geschichte
Die Casa Stratti (auch Palazzo Stratti) wurde 1839 auf Veranlassung des griechischen Kaufmanns Nicolò Stratti von dem Architekten Antonio Buttazzoni erbaut. In demselben Jahr eröffnete der Grieche Nicolò Priovolo das Caffè degli Specchi, das er 45 Jahre lang in der Wiener Kaffeehaustradition betrieb. Dank seiner besonderen Lage wurde das Kaffeehaus schnell zu einem beliebten Treffpunkt der Triestiner Gesellschaft. Da sich der ursprüngliche Besitzer Nicolò Stratti aufgrund der immensen Baukosten stark verschuldet hatte, verkaufte er 1846 das Gebäude an die Versicherungsgesellschaft Assicurazioni Generali.
1884 übernahmen die Kaffeehausbetreiber Antonio Cesareo und Vincenzo Carmelich das Traditionshaus, das sie 1933 zum ersten Mal renovierten, um unter anderem elektrische Leitungen zu verlegen. Das Kaffeehaus war in dieser Zeit das Stammcafé des Industriellen und Literaten Italo Svevo und wurde auch von James Joyce aufgesucht.
Nach dem Zweiten Weltkrieg diente das gesamte Gebäude als Quartier der US-amerikanischen und britischen Besatzungsmächte, die ab 1947 bis 1954 auch den Bestand des Freien Territoriums Triest sicherten. Der Triestiner Bevölkerung war in dieser Zeit der Zugang zu den Räumlichkeiten in der Casa Stratti nur mit Passierschein erlaubt.

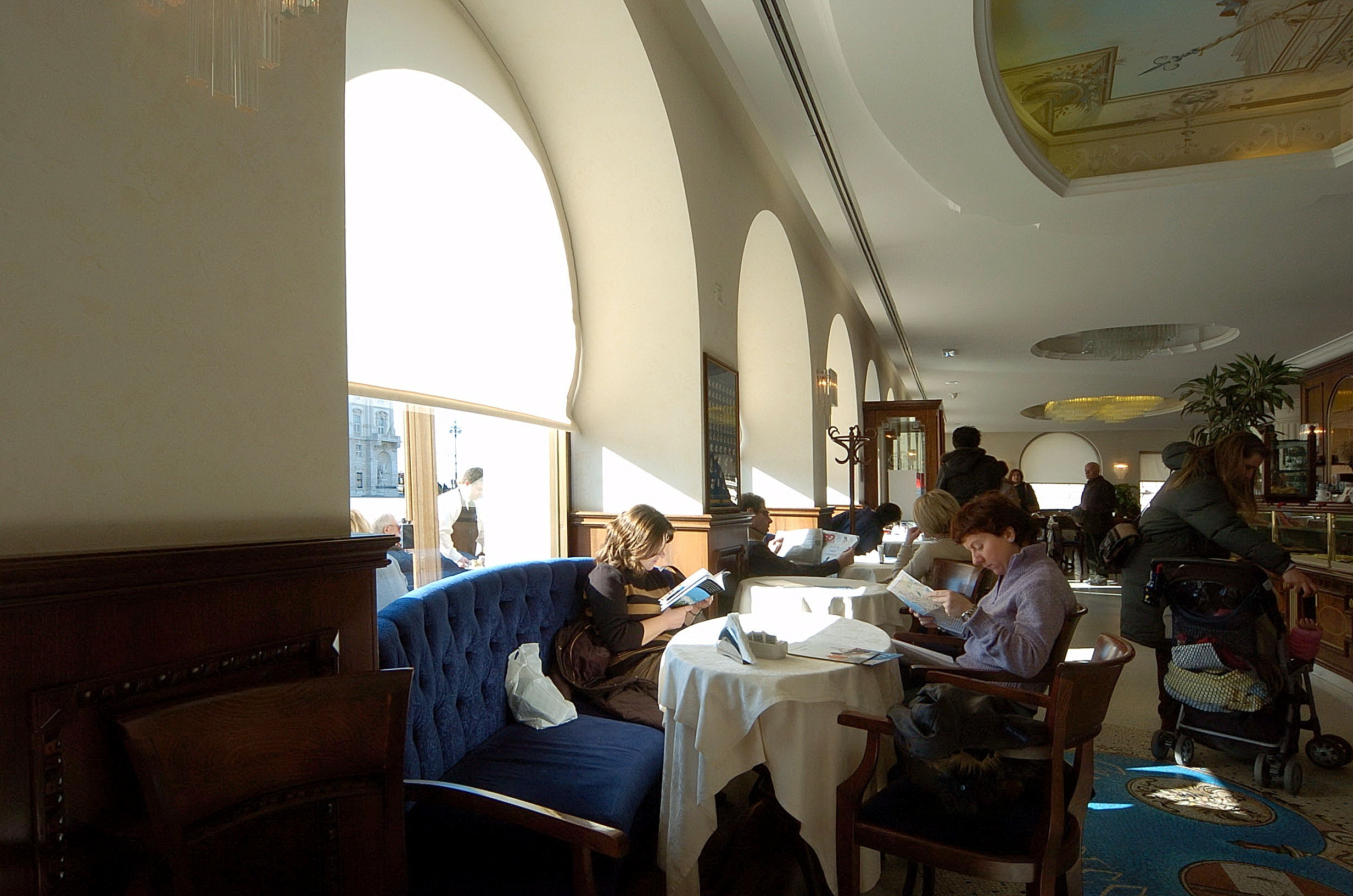
Caffè degli Specchi (2008)

Nach dem Abzug der Alliierten übernahm Angelo Asperi aus Bergamo die Leitung des Kaffeehauses und eröffnete es 1953 erneut. Von 1967 bis 1969 musste Asperi das Lokal schließen, da der Eigentümer Assicurazioni Generali aufwendige Renovierungsarbeiten am Gebäude durchführte, die auch die Räumlichkeiten des Kaffeehauses betrafen. 1982 übernahm der Triestiner Kaffeeröster Hausbrandt die Leitung des Caffè degli Specchi. 1990 trat die Familie Sessa als neue Pächter auf. Im Oktober 2011 gab der Betreiber Andrea Sessa bekannt, dass er das Kaffeehaus aufgrund der hohen laufenden Kosten nicht weiter betreiben könne. Das Kaffeehaus musste infolgedessen geschlossen werden. Wenige Monate später konnte allerdings der italienische Kaffeeröster Segafredo Zanetti als Käufer gewonnen werden, der das Traditionshaus an die Konditorkette Peratoner aus Pordenone verpachtet hat. Die Neueröffnung erfolgte am 14. März 2012.